# فنیل‌لیتیم
فنیل‌لیتیم (به انگلیسی: Phenyllithium) با فرمول شیمیایی LiC
۶H
۵ یک ترکیب شیمیایی با شناسه پاب‌کم ۶۳۷۹۳۲ است. که جرم مولی آن 84.045 g mol-۱ می‌باشد. شکل ظاهری این ترکیب، بلورهای بی‌رنگ است.